# Trichomanes delicatulum
Trichomanes delicatulum là một loài dương xỉ trong họ Hymenophyllaceae. Loài này được Kurz mô tả khoa học đầu tiên năm 1870.
Danh pháp khoa học của loài này chưa được làm sáng tỏ. 